# アミエル (歌手)
アミエル（Amiel Daemion, 1979年8月13日 - ）は、オーストラリアの女性シンガーソングライター。
1979年、ニューヨークでアメリカ人の父とオーストラリア人の母との間に生まれ、2歳の時にオーストラリアへ移住した。音楽好きの両親の元で育ち、9歳で初めて曲を書いた。その曲はテレビのドキュメンタリー番組に触発されて書いた森林破壊に関する曲だった。2年後、同じくオーストラリア出身の歌手オリビア・ニュートン＝ジョンの元に偶然その曲が渡り、Green Conferenceで歌ってほしいとアメリカへ招待されるが、断ってしまう。12歳の時に『The Silver Brumby』(邦題:伝説の白い馬）という映画に出演して俳優のラッセル・クロウと共演。16歳の時にはデビュー・アルバムのプロデューサーであるジョシュ・エイブラハムズと出会う。その後、TVドラマにレギュラーとして出演などしながら曲を書いていった。この頃までには両親の離婚などの家庭事情により14回もの転校を経験している。そして、1998年にプロデューサーのジョシュのプロジェクトにヴォーカルとして参加し「Addicted To Bass」という曲をレコーディングした。この曲は海外でもリリースされ、2002年にUKチャート2位や米ビルボードダンスチャート1位を獲得するなど長いヒットとなった。そして、2003年にデビュー・アルバムとなる『Audio Out』をリリースした。

## アルバム
- Audio Out (2003)
- These Ties (2005)

## シングル
- Lovesong (2003)
- Obsession (I Love You) (2003)
- Tonight (2003)
- Round and Round (2005)